# Iana Sânziana
Diana Hadasanta es un hada de la mitología popular rumana, hermana del Sol, amada por él, de quien huye por miedo al incesto .

## Versiones del mito
Diana Hadasanta (en rumano Iana Sânziana) vive "en los guijarros del mar" (o en la "isla del mar"), en el Monasterio Blanco (hipotéticamente identificado con un templo apolíneo en la isla póntica de Leuke), construido para ella, como regalo de bodas, por el Santo Sol, que la buscó durante mucho tiempo a través de la luna y las estrellas. En otra versión, en una época pasada, el Sol era un emperador terrestre con cabeza dorada, y su hermana, una niña con cabeza plateada; la boda planificada se ve impedida por el secuestro de la muchacha (en una variante por Dios, pero con la apariencia de un dios pagano) y su metamorfosis en la Luna, para luego ser colocada en una posición desde donde el Sol ya no puede verla.

## Etimología. Confusión
Debido a la consonancia onomástica, Iana Sânziana a veces se confunde con Ileana Cosânzeana ("Elena Hadabella" en español), pero ambas hadas son estructuralmente diferentes: Cosânzeana ("Hadabella") es una deidad ctónica, una Flora (etim. cosângeana ), y Sânziana ("Hadasanta") es una diosa astral, una Selene (etim. Sancta Diana). Algunos han identificado a Iana Sânziana con la diosa tracio-dacia Bendis (ella misma identificada con Diana). Mircea Eliade demuestra de manera interesante que Sancta Diana de Sarmizegetusa se convirtió en Sânziana, así como dianiatici (los poseídos por Diana) dieron origen a ţânatici en rumano .